# Powiat Kitaazumi
Powiat Kitaazumi (jap. 北安曇郡 Kitaazumi-gun) – powiat w Japonii, w prefekturze Nagano. W 2024 roku liczył 29 287 mieszkańców.

## Miejscowości
- Ikeda
- Hakuba
- Matsukawa
- Otari